# Herta Müller

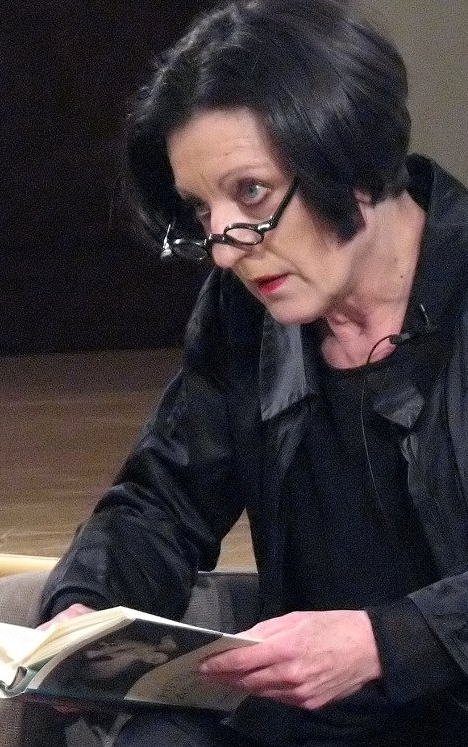
Herta Müller

Herta Müller (* 17. August 1953 in Nitzkydorf, Rumänien) ist eine rumäniendeutsche Schriftstellerin, die im rumänischen Banat aufwuchs und 1987 in die Bundesrepublik ausreiste. In ihren Werken thematisiert Müller die Folgen der kommunistischen Diktatur in Rumänien.
2009 wurde Herta Müller der Nobelpreis für Literatur verliehen.

## Biografie
Müller, deren Familie zur deutschen Minderheit in Rumänien gehörte, wurde als Banater Schwäbin im Banat geboren. Ihr Großvater war ein wohlhabender Bauer und Kaufmann und wurde unter dem kommunistischen Regime in Rumänien enteignet. Ihre Mutter wurde nach dem Zweiten Weltkrieg zu mehrjähriger Zwangsarbeit in ein sowjetisches Lager in die Ukraine deportiert. Ihr Vater, ehemals Soldat der Waffen-SS in der 10. SS-Panzer-Division „Frundsberg“, verdiente seinen Lebensunterhalt als Lkw-Fahrer.

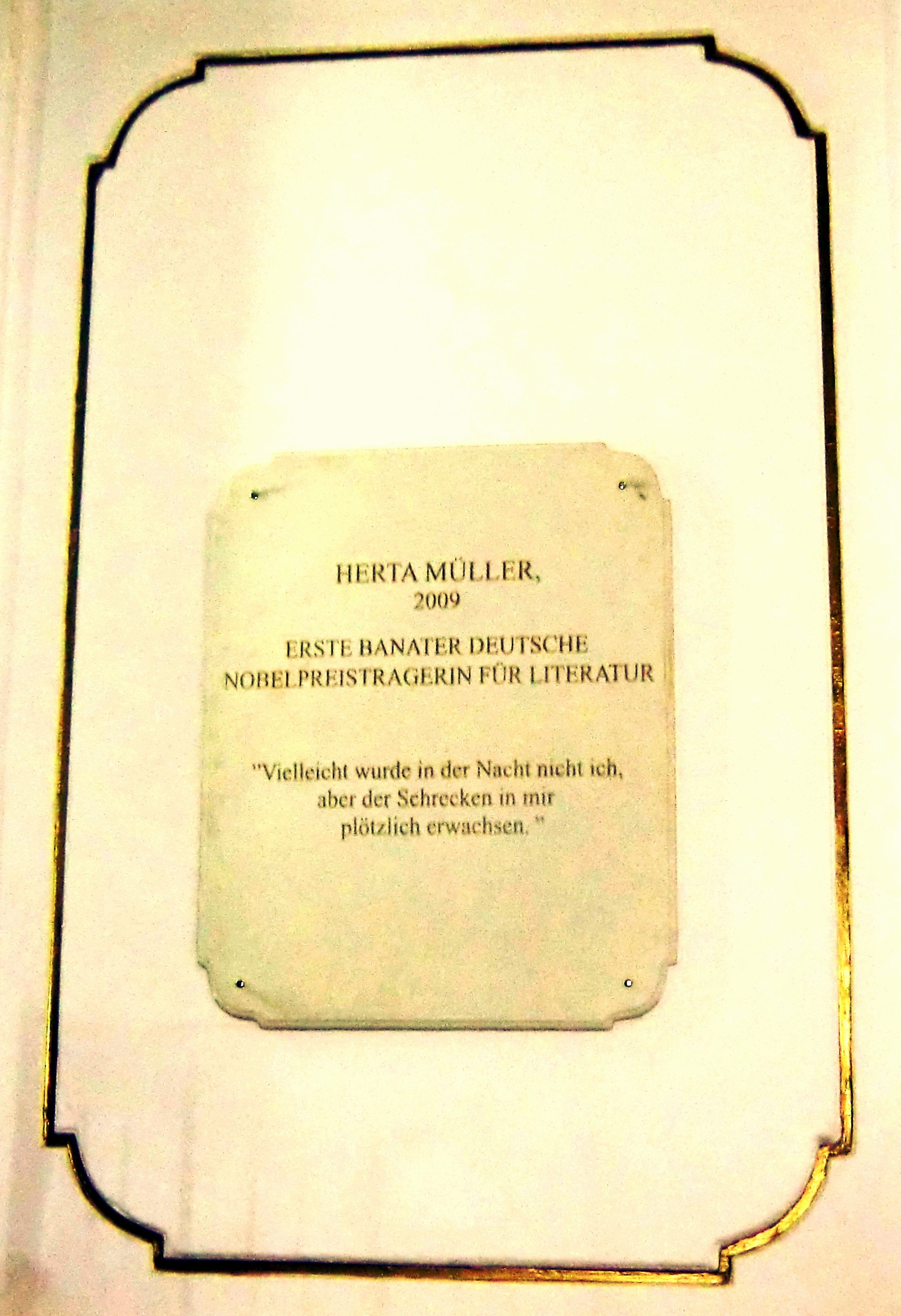
Steintafel in der Eingangshalle des Nikolaus-Lenau-Lyzeums in Timișoara

Müller besuchte von 1960 bis 1968 die deutsche Schule in Nițchidorf; sie hatte als Unterrichtsfach auch Rumänisch. Im Alter von 15 Jahren lehnte sie die Lehrstelle ab, die ihre Mutter bei einer Schneiderin im Dorf organisiert hatte. Stattdessen besuchte sie von 1968 bis 1971 die deutsche Abteilung des 10er Lyzeums und 1971/72 das deutschsprachige Nikolaus-Lenau-Lyzeum in Timișoara, wo sie die rumänische Sprache zu beherrschen begann. Wegen der Entfernung der Stadt von ihrem Heimatdorf lebte sie in Timișoara zur Untermiete und kam lediglich am Wochenende nach Hause. Nach dem Abitur studierte Müller von 1973 bis 1976 an der Universität des Westens Timișoara Germanistik und Rumänistik.
Ab 1976 arbeitete sie als Übersetzerin in einer Maschinenfabrik. Dann, so Müller, sei dreimal ein Geheimdienstmitarbeiter erschienen, um sie zu nötigen, für die Securitate Spitzeldienste zu leisten. Dies habe sie mit dem Hinweis verweigert, sie habe nicht diesen Charakter. Da sie trotz Todesandrohung nicht kooperierte, habe sie danach jeden Morgen zum Appell beim Chef erscheinen müssen, der sie gefragt hätte, wann sie sich eine neue Stellung suchen würde. Nachdem ihr das Büro entzogen worden war, habe sie auf der Treppe Übersetzungen anfertigen müssen, die niemand angefordert hätte; so sei sie zum Schreiben gekommen. Unter den Kollegen sei verbreitet worden, sie arbeite für den Geheimdienst, ein Gerücht, gegen das sie sich nicht hätte wehren können. „Die Kollegen dachten von mir genau das, was ich verweigert hatte.“ 1979 wurde sie entlassen und war dann zeitweise als Lehrerin tätig, unter anderem am Nikolaus-Lenau-Lyzeum, arbeitete in Kindergärten und erteilte Privatschülern Deutschunterricht. 1982 erschien im Bukarester Kriterion-Verlag ihre erste Buchveröffentlichung mit dem Titel Niederungen, in einer zensierten Fassung. Im gleichen Jahr erhielt sie für dieses Buch den Literaturpreis des Verbandes der kommunistischen Jugend (VKJ) und den Debütpreis des rumänischen Schriftstellerverbandes.
Nachdem sie ab 1984 dreimal die Bundesrepublik Deutschland besucht hatte, reiste Müller 1987 mit ihrem damaligen Ehemann Richard Wagner nach Deutschland aus. Die Behandlung in der Landesaufnahmestelle für Aussiedler in Nürnberg-Langwasser beschrieb sie als absurd. Sie wurde mehrere Tage von Bundesnachrichtendienst und Verfassungsschutz verhört, da sie im Verdacht stand, eine Securitate-Agentin zu sein.

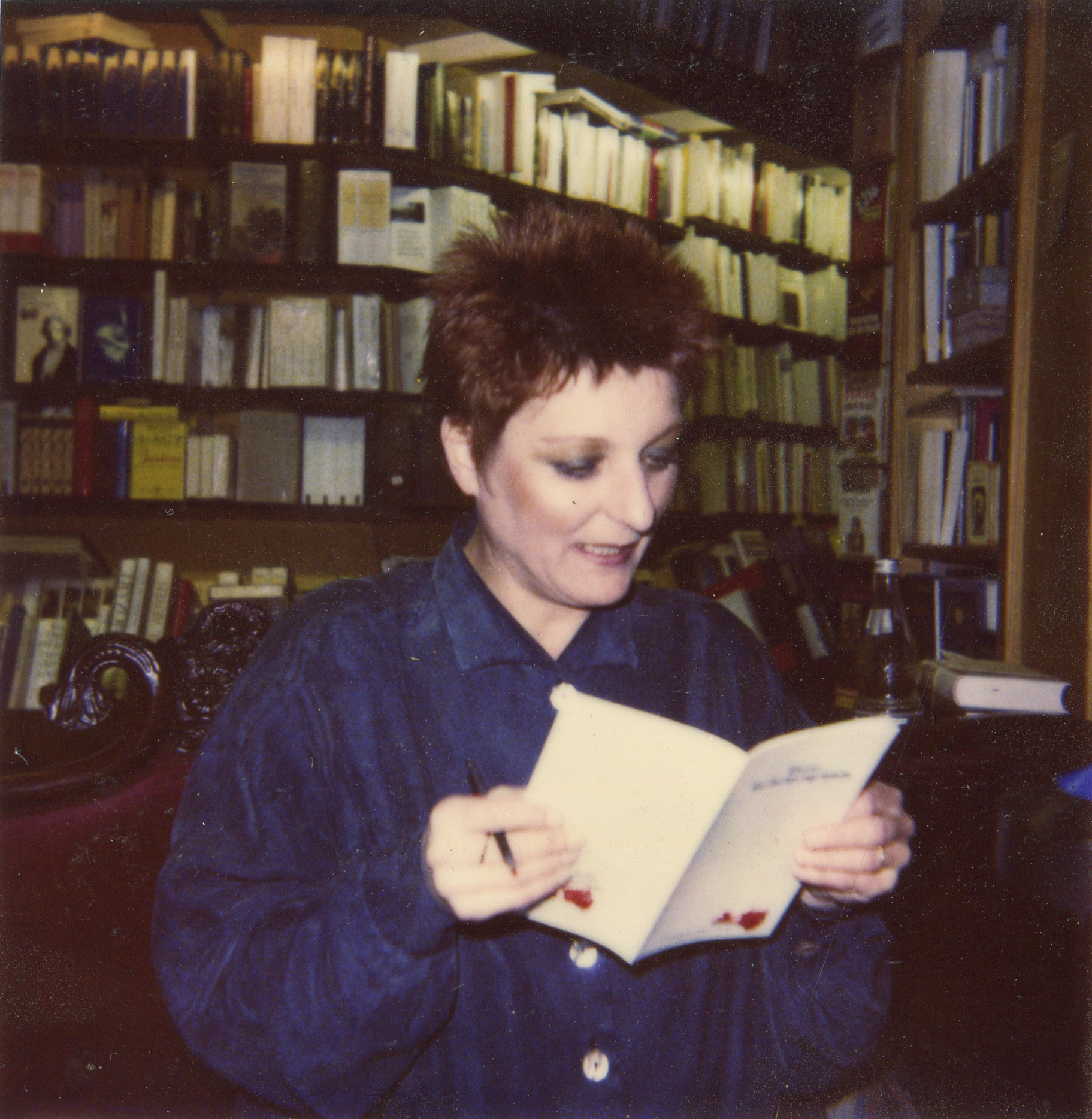
Müller bei einer Lesung in Hannover 1992

In den folgenden Jahren erhielt sie eine Reihe von Lehraufträgen als Writer in residence an Universitäten im In- und Ausland. 1990 trennte sich Müller von ihrem Ehemann Richard Wagner. Im gleichen Jahr traf sie ihren jetzigen Ehemann Harry Merkle, mit dem zusammen sie das Drehbuch zum Spielfilm Der Fuchs – Der Jäger (1993) verfasste. Müller gehörte bis zu ihrem Austritt 1997 dem P.E.N.-Zentrum Deutschland an.
1998 wurde sie auf die „Brüder-Grimm-Gastprofessur“ der Universität Kassel berufen, 2001 hatte sie die Tübinger Poetik-Dozentur inne und 2005 war sie „Heiner-Müller-Gastprofessorin“ an der Freien Universität in Berlin, wo sie heute lebt. Seit 1995 ist sie Mitglied der Deutschen Akademie für Sprache und Dichtung und seit 2016 in der Akademie der Künste in Berlin. Seit 2018 unterstützt sie als Schirmherrin die Stiftung Exilmuseum Berlin.
Am 8. Oktober 2009 wurde die Verleihung des Nobelpreises für Literatur 2009 an Herta Müller bekanntgegeben. Sie habe „mittels Verdichtung der Poesie und Sachlichkeit der Prosa Landschaften der Heimatlosigkeit“ gezeichnet, hieß es in der Würdigung. Begründet wurde die Vergabe des Nobelpreises mit der Intensität der von ihr verfassten Literatur.
Ihr Werk wurde nach Angaben des Hanser-Verlags in über 50 Sprachen übersetzt.

### Müller und der rumänische Geheimdienst
2008 äußerte Müller in einem Gespräch, sie sei noch in Deutschland seitens der Securitate mit dem Tod bedroht und von ihren Gegnern unter den Banater Schwaben mit anonymen Briefen belästigt worden. 2008 kritisierte sie in einem offenen Brief die Einladung des Historikers Sorin Antohi und des Germanisten Andrei Corbea-Hoișie zu einer Tagung des Berliner Rumänischen Kulturinstituts am 25. Juli 2008, da beide Informanten der Securitate im kommunistischen Rumänien gewesen waren.
Müller beschrieb, welchen Maßnahmen des rumänischen Geheimdienstes sie „zur Kompromittierung und Isolierung“ ausgesetzt war. Die Akten der Securitate über die Aktionsgruppe Banat offenbarten aus Müllers Sicht, dass sie durch Diskreditierungsmaßnahmen unglaubwürdig gemacht werden sollte. Müller nimmt an, dass von der Securitate entworfene Briefe an deutsche Rundfunkanstalten geschickt wurden, in denen sie als Agentin denunziert wurde. Weiterhin beschuldigten sie führende Personen der Landsmannschaft der Banater Schwaben, von denen Müller vermutet, dass sie informelle Mitarbeiter der Securitate waren und im Auftrag der Rumänischen Kommunistischen Partei schrieben.
2005 war zunächst berichtet worden, dass die über Müller angelegte Akte der Securitate nach Angaben des Nationalen Rats für das Studium der Archive der Securitate (CNSAS) vernichtet worden sei. Über den Teil ihrer Securitate-Akte, zu der sie mittlerweile Einsicht erhielt, schrieb Müller: „Frisieren kann man es nicht nennen, die Akte ist regelrecht entkernt.“ Die Akte mit dem Namen Cristina. besteht aus drei Bänden mit 914 Seiten und soll am 8. März 1983 angelegt worden sein, enthält jedoch Dokumente aus den Jahren davor. Grund für die Eröffnung der Akte waren „Tendenziöse Verzerrungen der Realitäten im Land, insbesondere im dörflichen Milieu“ sowie die Zugehörigkeit zu dem „Zirkel deutschsprachiger Dichter“, der „bekannt ist für seine feindseligen Arbeiten“.

### Müllers Kritik an Putin
2014 kritisierte Müller unter Berufung auf ihre Erfahrungen unter dem Ceaușescu-Regime mehrfach die Politik des russischen Präsidenten Wladimir Putin, den sie als „KGB-sozialisierten Diktator mit Personenkultallüren“ bezeichnete und dessen Politik sie „krank“ mache. Unter krank verstand sie ein Gefühl der persönlichen Entwürdigung: „Er beleidigt meinen Verstand. Er beleidigt jeden Tag unser aller Verstand, und zwar mit der immer gleichen Dreistigkeit. Er wurde schon 100 Mal beim Lügen erwischt, er wird nach jeder Lüge entlarvt, und er lügt trotzdem weiter. Er tritt mir damit zu nahe.“ Müller unterzeichnete einen offenen Brief an die deutsche Bundeskanzlerin und den Bundesaußenminister, in dem diese darum gebeten werden, sich für die Freilassung des in Russland inhaftierten ukrainischen Filmemachers Oleh Senzow einzusetzen. Im Mai 2022 trat sie dem von Alice Schwarzer und Peter Weibel initiierten offenen Brief an Bundeskanzler Scholz, in dem ein Stopp von Waffenlieferungen an die von Russland überfallene Ukraine gefordert wurde, mit eigenem Brief und Petition „Die Sache der Ukraine ist auch unsere Sache!“ entgegen.

## Werk

### Anfänge und Einflüsse
Müller begann als Gymnasiastin zu schreiben und veröffentlichte ihre Werke in den „Lenauschülerstimmen“, in „Universitas“ und dem „Kulturboten“ der Neuen Banater Zeitung.
In Timișoara stand Müller zunächst den Autoren der Aktionsgruppe Banat nahe: Richard Wagner, Ernest Wichner, Gerhard Ortinau, Rolf Bossert, William Totok, Johann Lippet und anderen. Nach der Zerschlagung der Gruppe durch den rumänischen Geheimdienst Securitate im Jahre 1976 organisierten sich die Autoren erneut im offiziellen Literaturkreis der Timișoaer „Schriftstellervereinigung Adam Müller-Guttenbrunn“ um den Dichter und Chefredakteur der örtlichen deutschsprachigen Zeitung Nikolaus Berwanger. In diesem Schriftstellerkreis, zu dem nun auch Helmuth Frauendorfer, Roland Kirsch, Horst Samson und Werner Söllner gehörten, war Herta Müller die einzige Frau.
Die neuere Prosa aus Österreich, vor allem die Romane von Thomas Bernhard und Franz Innerhofer, und die Freundschaft zu Richard Wagner und dem Dichter Rolf Bossert wiesen die Richtung für ihre eigene Literatur. Sie wolle mit ihren Texten ausdrücken, wie Diktaturen Menschen ihrer Würde beraubten.

### Sprache und Poetologie Müllers
Müller ist ihren Weg „immer neu und immer anders abgeschritten. Und doch ist ihr Stil sich auf eine einzigartige Weise gleich geblieben. Ein Stil, der, an der östlichen Peripherie des Deutschen angesiedelt, von einer robusten Handgreiflichkeit und zugleich zarten Textur ist“, befand Andrea Köhler in ihrem Beitrag in der NZZ 1993. Günther Rüther beschreibt zwanzig Jahre später die Sprache in Müllers Gesamtwerk so: Von Buch zu Buch wechsele die Melodie, doch ihre Tonart sei unverwechselbar. Müllers spannungsreiche Bilderwelt sei eigentümlich: „Ihre Sprache ist bildreich und sparsam, schön und zugleich hart.“ Köhler leitet Müllers sprachliche Eigenheiten folgendermaßen her: Weil sich der Kern ihrer dörflich geprägten Sprache dem Schleifstein der städtischen Umgangsform hartnäckig widersetzte, haben sich deren raue Konturen beim Gang durch die Städte behauptet. „Eine Sprache, die den tückischen Jargon der Diktatur nicht elegant umschifft, sondern unbeugsam unterläuft, weil ihre poetische Wahrheit mit Todesangst erkauft ist.“ Müller bereichere heute thematisch und poetisch die deutsche Literatur in einer Weise, wie dies einst Franz Kafka, Joseph Roth oder Paul Celan vom Rand des deutschen Kultur- und Sprachraums in Ost- und Südosteuropa her vermocht hätten, so Rüther.
Bedeutung, Verschiebung und das Unberechenbare
Müllers Sprache hat „sowohl etwas Verführerisches wie auch etwas Beunruhigendes.“ Sie ist „äußerst präzise, und dennoch oder vielleicht gerade deshalb, hat man als Leser den Eindruck, dass da etwas nicht stimmt“, so Sissel Lægreid in einem literaturwissenschaftlichen Beitrag von 2013. Es gehe ihr beim Lesen von Herta Müller manchmal so „wie bei den Texten Kafkas, ich weiß nicht mehr, was ich glauben soll und spüre dementsprechend ein gewisses Unbehagen.“ Man könne kaum zwischen Wahrheit und Lüge unterscheiden, denn es fehle der unmittelbare logisch-semantische Zusammenhang. Wenn man genau hinsieht, scheint das, was gesagt wird, „weder auf etwas Bestimmtes hin zu weisen noch etwas Sinnvolles im Hinblick auf die intendierte Meinung zu gewährleisten.“ Es werden pro Aussage mehrere Deutungsmöglichkeiten angelegt, die sich gegenseitig aufheben können, weil das Gesagte und Geschriebene über sich hinaus auf etwas anderes hintendiert. Was anscheinend da ist, erweist sich meist als etwas anderes. Hat man versucht, die semantische Leerstelle zu füllen, eine Bedeutung zu schaffen, muss der Entwurf im nächsten Schritt revidiert werden. Lægreid vermutet als Grund für ihr Unbehagen beim Lesen, dass in den Texten von Müller „ein Missverhältnis oder ein fehlendes Gleichgewicht zwischen den Wörtern und den Dingen vorherrschend ist.“ Rüther formuliert es so: Müllers Wörter und Sätze entziehen sich einer klaren Zuordnung, „weil sie stets im Spannungsverhältnis zwischen Erzähler und Leser eine eigene neue Wirklichkeit erzeugen.“ Sie „eröffnen dem Leser Assoziationsräume“.
Müller hat erläutert, wie für sie beim Lesen und im eigenen Schreiben das Konstituieren von Bedeutung vonstattengehen kann: „… das, was man nicht aufschreibt, spürt man in dem, was man aufschreibt. Das Gesagte muss behutsam sein mit dem, was nicht gesagt wird./ Ich merke es an den Texten anderer Autoren, ich fühle es aus den Büchern. Das, was mich einkreist, seine Wege geht beim Lesen, ist das, was zwischen den Sätzen fällt und aufschlägt, oder kein Geräusch macht. Es ist das Ausgelassene“, so Müller in ihren poetologischen Essays Der Teufel sitzt im Spiegel. Wie Wahrnehmung sich erfindet (1991). Diese Auslassungen sind es, die den Lesern Freiräume und eigene Erfahrungsmöglichkeiten eröffnen und worin sich die eigene Wahrnehmung entfalten kann, schreibt Clemens Ottmers 1994. Müller hat auch darauf hingewiesen, welche Beweggründe es für ein bestimmtes Merkmal ihrer Sätze gibt, und warum sich dieses Merkmal im Prozess des Schreibens zeigt: „Die Unruhe ist in der Stille der Wahrnehmung ein Überfall. Versucht man den Überfall beim Schreiben zu treffen, die Drehung, durch die der Sprung ins Unberechenbare einsetzt, muß man in kurzen Takten seine Sätze schreiben, die von allen Seiten offen sind, für die Verschiebung.“ Der Erlebnishorizont kann mit Hilfe von Auslassungen sowohl auf Seiten der Autoren als auch auf Leser-Seite durchbrochen werden und die autobiographischen Grenzen des Textes werden beiderseits überschreitbar.
Mit der Sprache könne man, so Müller, über den „Teufelskreis der Diktaturen“ nicht alles aussagen, aber schriftlich könne „man sich über alles äußern und dadurch und durch andere Gesten“ – hier erinnert sie an ihre Mutter während der Deportation – „die Würde bewahren“. Dies sei die Freiheit, die der Unterdrückte habe. Die Freiheit werde umso größer, „je mehr Wörter wir uns nehmen können“. „Nichts stimmt, aber alles ist wahr.“ Die Wörter bilden eine Pantomime der Wirklichkeit in Aktion, parallel zu dieser Wirklichkeit. Es erinnere sie an die „akute Einsamkeit des Menschen“. Das Thema „Diktatur“ sei „immer implizit da“.
Sprache als Werkzeug, „umgekehrte Ingenieurskunst“
Müller schreibt 1991 zur Wirkung des Zerlegens: „Der Frosch des Diktators, hat man ihn zerlegt in einzelne Details, er provoziert.“ Aus Sicht von Stig Sæterbakken praktiziert sie „die umgekehrte Ingenieurskunst der Schriftstellerin“. Das Lesen wird ein bisschen wie wenn man ein Auto mental in seine Bestandteile zerlegt: „Je länger wir schauen, umso weniger Auto wird es und um so mehr Einzelteile, um so mehr erfahren wir darüber, woraus die Dinge wirklich bestehen, wie sie konstruiert und zusammengebaut sind.“ Müller konkretisiert Worte zu Dingen: Hunger wird zum Gegenstand, der Tod ein weißer Bart. Zu diesem Prozess gehört „die stringente Syntax und der ausgeprägt poetische Rhythmus all ihrer Texte, mit denen sie auch immer die Materialität von Sprache betont.“ Mittels dieser Demontage von Bedeutungskonstruktionen „können wir unser Bewusstsein für die einzelnen Bestandteile schärfen“ und mit Worten „Dinge aufeinander legen, Gegenstände so lange aufeinander stapeln, bis es zuviele werden und alles zusammenstürzt“, so Sæterbakken.
In ihrem Schreibstil, so Müller, verwende sie oft Konjunktive, „damit es korrekt ist, aber die Sprache wirkt gestochen dadurch. Der Dialekt war nicht kompliziert, und das ist für mich schön und sinnlich. Wenn ich kann, gehe ich sofort in die direkte Rede. Die Sprache bleibt nah bei dem, woher man sie hat.“ „Ich mag keine abstrakten Begriffe in meinen Texten. Das Wort Diktatur zum Beispiel würde ich nie schreiben.“ Manchmal verwendet Müller eine weibliche Bezeichnung für Wörter, die im Deutschen männlich sind, wobei sie oftmals das Geschlecht bestimmter Wörter aus der rumänischen Sprache adaptiert. „Schreiben“ sei „auch hören“. Sie lese alles, was sie schreibe, „laut, und wenn es nicht gut“ klänge, dann stimme „etwas nicht. Die geschriebene Sprache sollte immer eine mündliche sein“. Müller kombiniert Auditives und Visuelles. Was bisher nicht materiell war, wird durch dieses Kombinieren materialisiert. Müllers philologischem Bewusstsein und sprachkritischem Anliegen kommt man auf die Spur, indem man versucht, „das Geschriebene nicht nur zu sehen, sondern auch zugleich zu hören.“ Müller weiter: „Sprache ist für mich etwas von außen. Sie kann alles, ich misstraue ihr auch. Es gibt sie nicht für sich, sie läuft nur parallel zu dem, was passiert.“ „Ich will in meinen Büchern sagen, was im Leben passiert. Sprache ist nur das Werkzeug.“

„Ständig schreib ich dir Karten. Die Karten vollgeschrieben. Und ich leer.“

Dieses Zitat kann als Beispiel dafür dienen, wie Müller Sprache als Werkzeug nutzt. Was im Leben passiert, wird hier nicht nur grammatikalisch, sondern auch visuell deutlich gemacht: um wie viel voller die geschriebene Karte ist als der Satz danach mit „ich“. Nur der erste ist noch grammatikalisch vollständig, den beiden folgenden fehlt schon das Verb. Und es wird vom ersten zum zweiten zum dritten Satz nicht nur die Anzahl der Wörter gemindert, sondern auch die Anzahl der Silben.
Müllers poetologische Praxis lässt sich als ein ästhetisch inszeniertes Widerstandsmanöver beschreiben. Zunehmend werden in Müllers Werk die Collagen zentraler. Sie verbinden das Visuelle mit dem Sprachlichen und weisen neuerdings in Bauweise und Inhalt eine Wendung zum Poetischen und Spielerischen auf.
Müllers Werk zeichnet sich gemäß Martina Wernli durch zwei Besonderheiten aus: Die Autorin mache einerseits „ihr Schreiben zum Thema“ und lasse so „die Grenze zwischen poetischen, poetologischen und Anlass-gebundenen Texten“ verschwimmen, andererseits lösten in ihrem Werk Gegenstände eine Narration aus:

„Die Dinge verlangen eine Erzählung, in der dann ein Funkeln wahrgenommen werden kann. In diesem beinahe als subjektlosen Prozess beschriebenen Schreibvorgang zeigt die Metapher des Glitzerns, Glänzens und Funkelns auf, wie Literatur geschaffen wird und was Literatur auszeichnet.“

### Niederungen (1982/84)
Ihr erstes Buch Niederungen, dessen Manuskript vor der Veröffentlichung über vier Jahre vom Verlag zurückgehalten wurde, konnte 1982 in Rumänien nur in zensierter Fassung erscheinen. Während Intellektuelle „die kritische und sprachlich innovative Darstellung lobten“, empfanden Teile der Banater Schwaben ihr Werk als „Nestbeschmutzung“. Bereits die Veröffentlichung der in dem Band enthaltenen Satire Das Schwäbische Bad im Mai 1981 in der Neuen Banater Zeitung löste bei den Lesern zum Teil heftige Polemiken aus. In einer Leserbriefdiskussion fühlten sich einige Banater Schwaben „entlarvt, gedemütigt und beschimpft“. Die widersprüchliche Kritik setzte sich in westdeutschen Feuilletons fort.

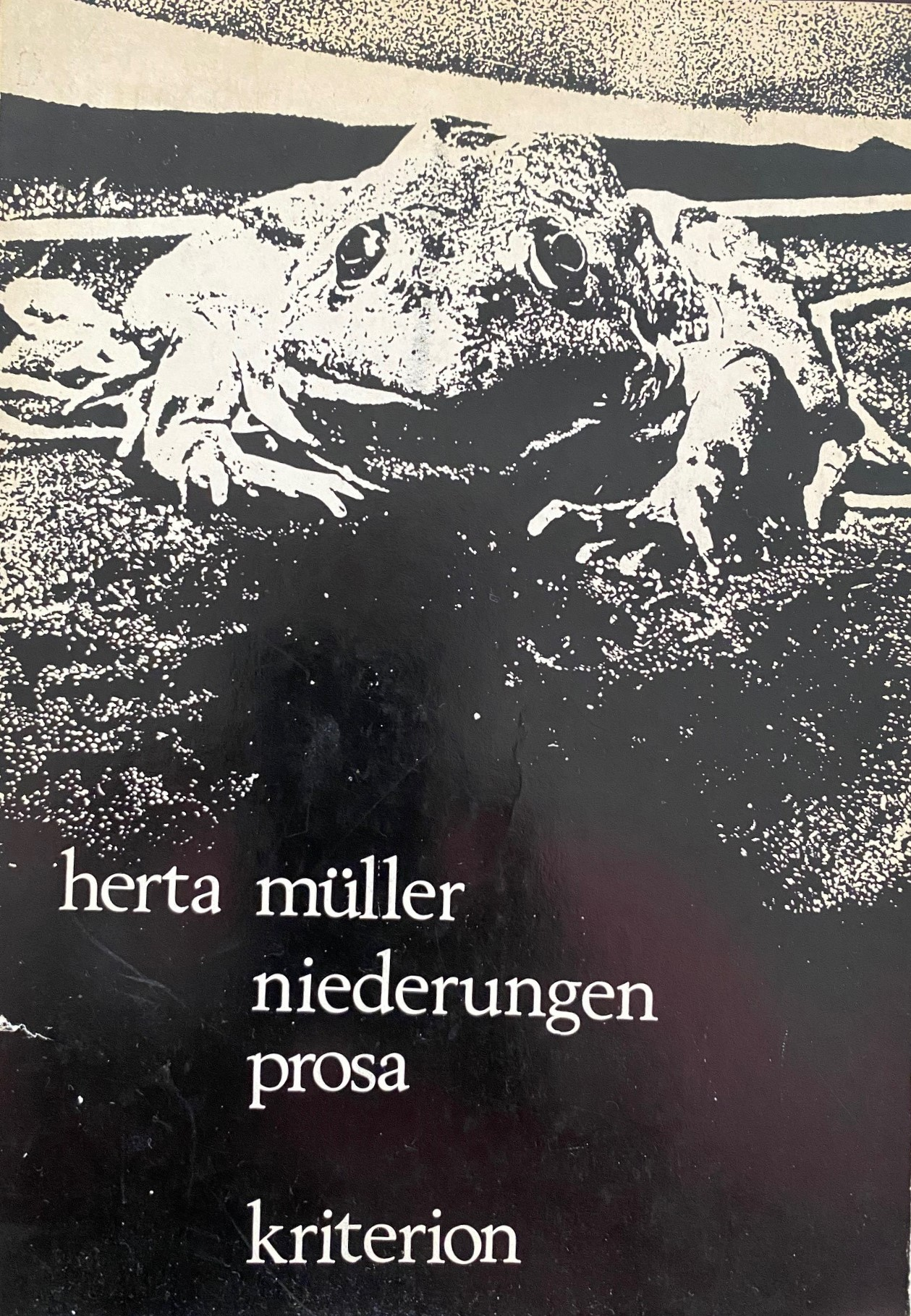
Erstausgabe Niederungen, Bukarest 1982

### Reisende auf einem Bein (1989)
Müller schreibt mit Reisende auf einem Bein das Genre des Großstadtromans aus der Sicht einer fremden deutschsprachigen Frau um. Irene ist Mitte Dreißig und verlässt mit behördlicher Genehmigung ein von Militärs regiertes „anderes Land“. Sie kommt mit einem einzigen Koffer nach Westdeutschland, wo sie hofft, ein neues Zuhause zu finden. Das, was vertraut werden sollte, scheint allerdings ebenfalls ein „anderes Land“ zu sein. Sie findet Aufnahme in einem Übergangsheim und erhält schließlich die deutsche Staatsbürgerschaft. Zurechtgefunden hat Irene sich noch nicht. Sie stellt eine Collage her, die sie mit ihren Blicken schrittweise abtastet. Als Stadtläuferin lotet Irene die neue Stadt räumlich aus, die sie als Beobachterin und nicht als Teilhabende oder Anteilnehmende erlebt. Irene erkennt, dass ihr Leben zu Beobachtungen geronnen ist, die sie handlungsunfähig machen. Es gibt keinen Handlungsfaden. Die Labilität der Protagonistin Irene und ihre Kraft werden vor allem im Schreibstil zum Ausdruck gebracht. Weil die Normalität, die öffentlich zur Schau gestellt wird, in Irenes Wahrnehmung voll von Falschheit und Schwammigkeit ist und sie dem mit ihrer Sprache standzuhalten versucht, kann Irene ihre Vereinsamung nicht überwinden. Auch die Erzählweise kann sich auf einem Bein nur hüpfend voranbewegen. Der Schluss ist ambivalent, weil Irene einerseits davon träumt, weit wegzufahren und andererseits von Abschiednehmen nichts wissen will. In einer der ersten Rezensionen im November 1989 heißt es: „Die magische Beschwörung der Provinz als andauerndem psychosozialen Zustand beleidigt den Leser, der sich auf der Höhe der Zeit wähnt, in der er lebt, getragen von der allgemeinen Erwartung eines zukünftig noch größeren deutschen Glanzes. Irenes Westen leuchtet nicht. Sie ist mit der Passivität der Randständigen geschlagen, hier wie dort, in Kreuzberg und in Nitzkydorf.“ (Günter Franzen in Die Zeit, Ausgabe vom 10. November 1989)

### Atemschaukel (2009)
2009 wurde Müllers Roman Atemschaukel, der durch ein Grenzgänger-Stipendium der Robert-Bosch-Stiftung gefördert wurde, für den Deutschen Buchpreis nominiert und gelangte ins Finale der besten sechs Romane. In diesem Buch zeichnet die Autorin die Deportation eines jungen Mannes in ein sowjet-ukrainisches Arbeitslager nach, das exemplarisch für das Schicksal der deutschen Bevölkerung in Siebenbürgen nach dem Zweiten Weltkrieg steht. Als Modell diente ihr dabei das Erleben des 2006 verstorbenen Lyrikers und Georg-Büchner-Preisträgers Oskar Pastior, dessen mündliche Erinnerungen Müller in mehreren Heften notiert hat. Viele Jahre später während ihrer Gespräche mit Oskar Pastior über seine Deportation erzählte er ihr Dinge, die sie an diese Begebenheiten ihrer Jugend erinnerten. Ihr Großvater hatte nach dem Ende des Ersten Weltkriegs resümiert: „Wenn die Fahnen flackern, rutscht der Verstand in die Trompete.“ Dies wurde der Leitspruch ihres Lebens. „Ich beschloss, die Trompete nicht zu blasen.“
Die „Todesangst“ erzeuge „Lebenshunger“ und dieser den „Worthunger“. In ihrer Rede zur Verleihung des Nobelpreises nannte sie als Hintergrund zum Roman Personen und Umstände, die ihr das Schreiben ermöglicht hätten, so Oskar Pastiors Einfluss, aber auch die Liebe ihrer Mutter, die sie in der Frage konzentrierte: „Hast du ein Taschentuch [dabei]?“ Kein anderer Gegenstand im Haus sei so wichtig gewesen wie das Taschentuch. Es sei universell nutzbar gewesen: für Schnupfen, Nasenbluten, die verletzte Hand, das Weinen oder das Draufbeißen, um das Weinen zu unterdrücken. Eines habe ihr auf einer Treppe als Büro gedient, als ihr Betrieb in Rumänien versuchte, sie zu entlassen. Das Fragen nach dem Taschentuch bringe sie mit der Einsamkeit des Menschen, aber auch mit der Sicherheit, die die Mutter ihr bot, in Verbindung.

### Müllers Collagen

Müllers Nagelschere im Nobelpreismuseum in Stockholm, im Hintergrund eine Collage

Müller verwendet Collage als Metapher, als Struktur und als künstlerische Praxis. Collage als Motiv war zuerst in Reisende auf einem Bein (1989) zu finden. Inzwischen wird die Verbindung zwischen verschiedenen Modi des künstlerischen Ausdrucks in Müllers Werk zentraler. Die jüngeren Collagen bringen im Zusammenspiel von Bild und Sprache zunehmend das Poetische und Spielerische zur Geltung.
Müller entgegnet auf die Gattungsfrage, es sei „eine Art zu schreiben, sonst gar nichts“. Mit der bildhaften Sprache in den Collagen verstehe sie sich nicht als bildende Künstlerin, es sei eher das „handwerkliche, das ihr dabei“ gefalle. Ihre Collagen seien zu instinktiv und intuitiv, sagte Herta Müller bei der Ausstellungseröffnung im Literaturhaus Berlin am 7. September 2012, bei der sie ihren neuesten Band Vater telefoniert mit den Fliegen vorstellte, der 187 Collagen umfasst. Susanne Beyer stellte 2012 in einem Spiegel-Interview mit Herta Müller fest, dass sich Literaturwissenschaftler „mit der Gattungsdefinition“ nicht leicht tun: „Der eine spricht von ‚Gedichtbildern‘, ein anderer von ‚Kürzestgeschichten‘ oder ‚Prosagedichten‘.“ Julia Müller etwa stellt fest, dass der Paratext bei allen vier Publikationen dieser Art, Der Wächter nimmt seinen Kamm. Vom Weggehen und Ausscheren (1995), Im Haarknoten wohnt eine Dame (2000), Die blassen Herren mit den Mokkatassen (2005) im Stil des Erpresserbrief-Layout und Vater telefoniert mit den Fliegen (2012), über eine Gattung keinen Aufschluss gibt und eine Zuordnung daher als problematisch anzusehen ist. Es sei unklar, ob es sich um Lyrik mit zugehörigen Illustrationen handelt oder um Collagen mit Text- und Bildelementen. Ferner, ob jede Karte für sich ein abgeschlossenes Artefakt ist oder ob sich die einzelnen Seiten der Postkartenbücher zueinander verhalten wie Bestandteile eines Zyklus.
In der Ausstellung „Wortkünstler / Bildkünstler“ im Rahmen der Internationalen Tage Ingelheim 2013 bildeten die Wort- und Textcollagen Müllers den radikalen, aber auch poetischen Endpunkt der Ausstellung. Die Autorin zeigte ihre Werke, in denen sie mit ausgeschnittenen Wörtern aus Zeitschriften häufig skurril anmutende Texte entstehen lässt, in Collagen von eigener bildkünstlerischer Ästhetik.
Im März 2019 veröffentlichte die Literaturwissenschaftlerin Christina Rossi in der Neuen Zürcher Zeitung einen Essay, in dem sie den Fund früher Collagen von 1989 im Archiv des Instituts für deutsche Kultur und Geschichte Südosteuropas an der LMU München präsentiert. Sie fand neun Collagen im Vorlass des Schriftstellers Richard Wagner, mit dem Müller zu dieser Zeit verheiratet war. Müller hatte die Collagen im Sommer 1989 als Postkarten an Wagner gesandt. Die von Rossi gefundenen Collagenkarten stellen die frühesten bekannten Collagen Müllers dar.
Eine Ausstellung von Müllers Collagen wurde 2021 im Museum Langmatt gezeigt.

## Rezeption
Seit 1989 Reisende auf einem Bein erschienen ist, sind in Feuilletons Aussagen zu lesen gewesen, die wie asylbehördliche Vorbehalte in Außenstellen von Ausländerämtern klingen, befand Michael Naumann in seiner Rezension von Der König verneigt sich und tötet 2003 und fährt fort, da stehe etwas in dieser Art: „Zwar schreibe sie mit kraftvollen Metaphern über die Schrecken einer Diktatur, zwar gelinge ihr dies in einer eigentümlichen, unverwechselbaren Sprache – indes, dies alles spiele sich im Ausland ab ….“

### Kritisches zum Werk
- Claudio Magris meinte Ende der 1980er Jahre, Müller verfalle im Zuge theoretischer Überlegungen manchmal „in eine Stereotypie, die nicht frei von Arroganz ist“, worin sie Thomas Bernhard, Peter Handke und Franz Innerhofer ähnele.[58]
- Stimmen aus der Literaturkritik würden [1994] in Bezug auf die jüngeren Werke bemängeln, dass aus Herta Müllers zusammengesetzten Einzelheiten nicht mehr so recht Bilder entstünden. Das liege daran, dass die Metaphern „zunehmend forciert wirken, daß jedes Detail schon über seine Grenzen hinausdeuten will“, so referiert es Clemens Ottmers 1994 in seinem Beitrag zu Müllers Essay-Band Der Teufel sitzt im Spiegel. Wie Wahrnehmung sich erfindet.[28]
- An ihren journalistischen Texten werde kritisiert, wie Müller Regime gleichsetzt, die als verschieden angesehen werden müssten, so Lyn Marven in der ersten Fußnote ihres Beitrags von 2013.[49]
- Einige werfen Müller vor, sie habe einen Themenwechsel in Richtung auf die Gegenwart in der Bundesrepublik nach 1990 versäumt. Dem halte die Autorin entgegen, dass es anderen selbstverständlich eingeräumt werde, zeitlebens über Verfolgung durch die Nazis zu schreiben, so Günther Rüther 2013. Er denke unter anderem an Primo Levi, Jorge Semprún, Georges-Arthur Goldschmidt und Imre Kertész.[25]

## Veröffentlichungen

### Literarische Werke

#### Prosa
- Niederungen. Prosa. Bukarest 1982 zensierte Fassung; Berlin 1984 und öfter, vollständige Fassung[Anmerkung 1] (Neuere Ausgabe: Rotbuch, Berlin 1988, ISBN 3-88022-729-2).
- Drückender Tango. Prosa. Bukarest: Kriterion Verlag, 1984; Rowohlt, Reinbek bei Hamburg 1988 & 1996[Anmerkung 2] (Neuere Ausgabe: rororo 22080, ISBN 3-499-22080-6).
- Der Mensch ist ein großer Fasan auf der Welt. Rotbuch, Berlin 1986, ISBN 3-88022-730-6.
- Geschichten. In: Akzente, Dezember 1987, H. 6., S. 509–513.[Anmerkung 3]
  - Wer nur Luft berührt… u. a. kurze Geschichten. In Günter Kunert (Hrsg.): Aus fremder Heimat. Zur Exilsituation heutiger Literatur. Hanser, München 1988, ISBN 3-446-15309-8 (= Dichtung und Sprache, Band 8, S. 78–82.[Anmerkung 4]).
- Barfüßiger Februar. Berlin 1987, ISBN 3-88022-024-7[Anmerkung 5]
- Reisende auf einem Bein. In: manuskripte, Graz 1989, Nr. 103, Jg. 29, S. 40–44. Erstfassung[Anmerkung 6]
  - Reisende auf einem Bein. Rotbuch, Berlin 1989, ISBN 3-88022-747-0[Anmerkung 7]
- Der Teufel sitzt im Spiegel. Wie Wahrnehmung sich erfindet. Berlin 1991, ISBN 3-88022-767-5.
- Der Fuchs war damals schon der Jäger. Rowohlt, Reinbek bei Hamburg 1992, ISBN 3-498-04352-8.
- Eine warme Kartoffel ist ein warmes Bett. Hamburg 1992, ISBN 3-434-50014-6.
- Angekommen wie nicht da. Meranier-Gymnasium, Lichtenfels 1994 (= Leseheft des Meranier-Gymnasiums zur Dichterlesung, Band 9).
- Herztier. Rowohlt, Reinbek bei Hamburg 1994, ISBN 3-498-04366-8.
- Heute wär ich mir lieber nicht begegnet. Rowohlt, Reinbek bei Hamburg 1997, ISBN 3-498-04389-7.
- Die Klette am Knie. Prosagedicht. In: Akzente, Jg. 44, H. 2, April 1997, S. 104–112, ISSN 0002-3957, ISBN 3-446-23174-9.
- Der Blick der kleinen Bahnstationen. In: Horch und Guck. 18. Jahrgang, Heft 64, 2/2009
- Die Nacht ist aus Tinte gemacht. Herta Müller erzählt ihre Kindheit im Banat. Konzeption/Regie: Thomas Böhm und Klaus Sander, Berlin: supposé 2009, ISBN 978-3-932513-88-6.
- Atemschaukel. Roman. München 2009, ISBN 978-3-446-23391-1[Anmerkung 8]

#### Collagen
- Der kalte Schmuck des Lebens. Texte. Ursus Press 05, Berlin 1987 (35 nummerierte und signierte Exemplare)
- Der Teufel sitzt im Spiegel. Wie Wahrnehmung sich erfindet. Rotbuch Verlag, Berlin 1991, ISBN 3-88022-767-5[59]
- Der Wächter nimmt seinen Kamm. Rowohlt, Reinbek bei Hamburg 1993, ISBN 3-498-04354-4[60]
- Im Haarknoten wohnt eine Dame. Rowohlt, Reinbek bei Hamburg 2000, ISBN 3-498-04474-5.
- Este sau nu este Ion. Iași 2005 (in rumänischer Sprache), ISBN 973-681-994-9.
- Die blassen Herren mit den Mokkatassen. Hanser Verlag, München 2005, ISBN 3-446-20677-9.
- elf Jahre später gegen Abend. 16 Collagen von Herta Müller. BUCHENpresse Dresden 2008 (12 Exemplare)[61]
- Vater telefoniert mit den Fliegen. Hanser Verlag, München 2012, ISBN 978-3-446-23857-2. Taschenbuchausgabe 2014, ISBN 978-3-596-19826-9.
- „Unser Leben/ war kompliziert in 7 Arten“. 10 Collagen. In: Norbert Otto Eke (Hrsg.): Ehrenpromotion der Fakultät für Kulturwissenschaften der Universität Paderborn an Herta Müller. Paderborn, 29. Oktober 2012. [Cover: Verleihung der Ehrendoktorwürde an Herta Müller]. Paderborn, Universität, 2013, S. 28–38.
- Collage Poems. In: Herta Müller. Politics and aesthetics. Edited by Bettina Brandt and Valentina Glajar. University of Nebraska Press, Lincoln 2013, ISBN 978-0-8032-4510-5, S. 31–35.
- Im Heimweh ist ein blauer Saal. Hanser Verlag, München 2019, ISBN 978-3-446-26175-4.
- Der Beamte sagte. Hanser, München u. a., 2021, ISBN 978-3-446-27082-4.

#### Essays über Literatur und anderes
- Hunger und Seide. Rowohlt, Reinbek bei Hamburg 1995, ISBN 3-498-04373-0.
  - Neuauflage: Hunger und Seide. Essays, Hanser, München 2015, ISBN 978-3-446-24765-9.
- In der Falle. Göttingen 1996, ISBN 3-89244-235-5.
- Der fremde Blick oder Das Leben ist ein Furz in der Laterne. Göttingen 1999, ISBN 3-89244-359-9.
- Wenn wir schweigen, werden wir unangenehm – wenn wir reden, werden wir lächerlich. Kann Literatur Zeugnis ablegen? In: Heinz Ludwig Arnold (Hrsg.): Text und Kritik. Zeitschrift für Literatur. Themenheft Herta Müller, Nr. 155, Heft 7/2002, S. 6–17.
- Der König verneigt sich und tötet. Hanser, München u. a. 2003, ISBN 3-446-20353-2.
- Zusammen mit Dagmar von Hoff: „Erzählen, Erinnern und Moral. Ruth Klügers „weiter leben. Eine Jugend“ (1992).“ In: Erinnerte Shoah. Die Literatur der Überlebenden = The shoah remembered. Walter Schmitz (Hrsg.). Thelem, Dresden 2003, ISBN 3-935712-32-4, S. 203–222.
- „Herzwort und Kopfwort. Erinnerung ans Exil.“ In: Was hat der Holocaust mit mir zu tun? 37 Antworten. Herausgegeben von Harald Roth Inhaltsverzeichnis, Pantheon, München 2014, ISBN 978-3-570-55203-2, S. 119–129.
- Schönheit ist politisch. In: Die Welt. 27. September 2014 (Vorabdruck aus: Ein Hauch von Lippenstift für die Würde. Weiblichkeit in Zeiten großer Not. Herausgegeben von Henriette Schroeder. Elisabeth Sandmann Verlag, München 2014, ISBN 978-3-938045-91-6).
- Herzwort und Kopfwort. Mit Fotografien von Jörn Vanhöfen. Verlag Thomas Reche, Neumarkt 2016, ISBN 978-3-929566-70-3.
- Heimat oder der Betrug der Dinge. Mit Fotografien von Barbara Klemm. Verlag Thomas Reche, Neumarkt 2018, ISBN 978-3-947684-01-4.
- Cristina und ihre Attrappe oder Was (nicht) in den Akten der Securitate steht. Göttingen 2009, ISBN 978-3-8353-0628-8.
- Immer derselbe Schnee und immer derselbe Onkel. Hanser, München u. a. 2011, ISBN 978-3-446-23564-9 und Fischer Taschenbuch, Frankfurt am Main 2013, ISBN 978-3-596-19392-9.
- Am Rand der Pfütze springt jede Katze anders. Mit Fotografien von Axel Heller. Verlag Thomas Reche, Neumarkt 2023.
- Eine Fliege kommt durch einen halben Wald. Hanser, München 2023, ISBN 978-3-446-27848-6.

### Interviews, Reden und Poetik-Vorlesungen
- Wie Wahrnehmung sich erfindet. Paderborner Universitätsreden, Heft 20, Paderborn 1990.
- Der Teufel sitzt im Spiegel. Wie Wahrnehmung sich erfindet. Rotbuch Verlag, Berlin 1991, ISBN 3-88022-767-5,[62][Anmerkung 9]
- Eine Fliege kommt durch einen halben Wald. In: Literarisches aus erster Hand. 10 Jahre Paderborner Gast-Dozentur für Schriftsteller. Hg. Hartmut Steinecke. Igel, 1994, ISBN 3-927104-77-9, S. 173–186 (zuerst: Kursbuch 110, Dezember 1992, S. 25–34)[Anmerkung 10]
- Heimat ist das was gesprochen wird. Rede an die Abiturienten des Jahres 2001. Hg. Ralph Schock. Gollenstein, Blieskastel 2001, ISBN 3-935731-08-6.
- „Sag, daß du fünfzehn bist“ – weiter leben. Zweiter Teil des gemeinsamen Beitrags Dagmar von Hoff, Herta Müller: Erzählen, Erinnern und Moral. Ruth Klügers »weiter leben«. Eine Jugend (1992). In: Walter Schmitz (Hrsg.): Erinnerte Shoah. Die Literatur der Überlebenden = The shoah remembered. Thelem, Dresden 2003, S. 203–222, 2. Teil S. 209–221.
- Mir war der rumänische Fasan immer näher als der deutsche Fasan. Ich will mit Utopien nichts mehr zu tun haben. Herta Müller im Gespräch mit Carlos A. Aguilera. In: Akzente, Ausgabe 5/2008, S. 401–411.
- Tübinger Poetik Vorlesungen. Hörbuch. konkursbuch Verlag, Tübingen 2009, ISBN 978-3-88769-188-2.
- »Ich glaube nicht an die Sprache«. Herta Müller im Gespräch mit Renata Schmidtkunz. Mit CD. Wieser, Klagenfurt 2009, ISBN 978-3-85129-860-4.
- „Ich hatte so viel Glück!“ Ein Gespräch mit Herta Müller. Herta Müller im Gespräch mit Ulrich Greiner.[63]
- Gespräch mit Herta Müller auf der Frankfurter Buchmesse 2009 über den neuen Roman „Atemschaukel“. Mit Maritta Hübinger, Deutschlandradio Kultur, Radiofeuilleton, 17. Oktober 2009.
- „Jedes Wort weiß etwas vom Teufelskreis“. Rede zur Verleihung des Literaturnobelpreises. 7. Dezember 2009, Stockholm. Videomitschnitt, Schwedische Akademie. Textfassung, FAZ online.
- „Lebensangst und Worthunger“. Im Gespräch mit Michael Lentz. Leipziger Poetikvorlesung 2009. Suhrkamp, Berlin 2010, ISBN 978-3-518-12620-2.[64]
- Mein Vaterland war ein Apfelkern. Ein Gespräch mit Angelika Klammer. Carl Hanser, München 2014, ISBN 978-3-446-24835-9.
- Herta Müller, The Art of Fiction No. 225. Herta Müller im Gespräch mit Philip Boehm. In: Paris Review 2014.
- Heimweh nach Zukunft. Dankrede zur Verleihung des Heinrich-Böll-Preises 2015.
- Die Angstherrscher beherrschen das Angstvolk. Die Welt, 6. Dezember 2016.
- Interview mit Herta Müller, produziert vom Kunstforum Wien, zur coronabedingt virtuellen Eröffnung vom 9. Dezember 2020 der Einzelausstellung wenn man spricht ist immer jetzt – sonst nicht. Darin geht Müller u. a. auf den Schaffensprozess ihrer Collagen ein. Youtube.

### Herausgabe
- Theodor Kramer: Die Wahrheit ist, man hat mir nichts getan. Zsolnay, Wien 1999, ISBN 3-552-04917-7.
- Wenn die Katze ein Pferd wäre, könnte man durch die Bäume reiten. Texte zum 10. Würth-Literaturpreis. Swiridoff, Künzelsau 2001, ISBN 3-934350-48-8.
- Die Handtasche. Texte zum 11. Würth-Literaturpreis. Swiridoff, Künzelsau 2001, ISBN 3-934350-63-1.
- Mit Jo Lendle: Akzente 3/2015: Wörter. Hanser, München 2015, ISBN 978-3-446-24960-8.

## Adaptationen

### Hörbücher/Hörstücke
- Atemschaukel. Gekürzte Lesung / HR2 Kultur. Gelesen von Ulrich Matthes. 5 CDs (391 Min.), Hörbuch, Hamburg 2009, ISBN 978-3-89903-686-2.
- Atemschaukel. Das Hörspiel. Regie Kai Grehn, mit Alexander Fehling, Vadim Glowna, Otto Mellies, Dagmar Manzel, Lars Rudolph, Bernd Stegemann u. a. NDR Kultur und Hörbuch Hamburg 2010, ISBN 978-3-89903-697-8.
- Niederungen. Eine Auswahl. Gelesen von Marlen Diekhoff, Albert Kitzl und Herta Müller. Hörbuch Hamburg 2010, ISBN 978-3-89903-622-0.
- Heute wär ich mir lieber nicht begegnet. Gelesen von Marlen Diekhoff, Hörbuch Hamburg 2010, ISBN 978-3-89903-241-3.
- Herztier. Gelesen von Katja Riemann, Hörbuch Hamburg 2011, ISBN 978-3-89903-150-8.
- Jürgen Fuchs: Das Ende einer Feigheit. Mit der Einführung Der Blick der kleinen Bahnstationen. Hörbuch. Gelesen von Herta Müller. Herausgegeben von Doris Liebermann. Hamburg 2010/11, ISBN 978-3-89903-089-1.
- Eine Fliege kommt durch einen halben Wald. Monolog. Gesprochen von Angela Winkler, Hörbuch. Hamburg 2011, ISBN 978-3-89903-149-2.
- Der Mensch ist ein großer Fasan auf der Welt. Hörbuch. Gelesen von Matthias Brandt, Hamburg 2011, ISBN 978-3-89903-315-1.
- Immer derselbe Schnee und immer derselbe Onkel. Ausgewählte Reden und Aufsätze, mit der Nobelvorlesung und der Tischrede im Originalton. Regie: Margrit Osterwold. 4 CDs (220 Min.), Hörbuch Hamburg, Hamburg, 2013, ISBN 978-3-89903-395-3.
- Zeit ist ein spitzer Kreis. Hörstück. Stimmen: Herta Müller, Michael Lentz. Realisation: Michael Lentz. BR Hörspiel und Medienkunst 2014.
  - Hörbuchedition: CD. intermedium records 059, belleville, München 2014, ISBN 978-3-943157-59-8.
  - mp3-Download: BR Hörspiel Pool
- größer minus größer. Lautkomposition aus Collagen von Herta Müller von Josef Anton Riedl und Michael Lentz. Sprecher: Michael Hirsch und Michael Lentz. BR Hörspiel und Medienkunst 2014.
  - Hörbuchedition: 1 CD, intermedium records 060, belleville Verlag München, 2014, ISBN 978-3-943157-60-4.
  - mp3-Download: BR Hörspiel Pool

### Theater
- Herztier. UA Maxim Gorki Theater Berlin am 20. April 2009. Regie Felicitas Bruckner, mit Anja Schneider
- Niederungen. UA Staatstheater Temeswar am 29. September 2012. Regie Niky Wolcz
- Reisende auf einem Bein. Deutsches Schauspielhaus in Hamburg am 25. September 2015. Regie Katie Mitchell, mit Julia Wieninger als Irene

### Filmografie
- 1993: Vulpe – vânător (Der Fuchs – Der Jäger), Regie: Stere Gulea

## Auszeichnungen
Herta Müller erhielt unter anderem folgende Auszeichnungen:
- 1981: Adam-Müller-Guttenbrunn-Förderpreis des Temeswarer Literaturkreises
- 1982: Literaturpreis des Verbandes Kommunistischer Jugend und Debütpreis des rumänischen Schriftstellerverbandes für Niederungen
- 1984: Aspekte-Literaturpreis[65]
- 1985: Rauriser Literaturpreis
- 1985: Förderpreis zum Literaturpreis der Stadt Bremen
- 1987: Ricarda-Huch-Preis
- 1989: Marieluise-Fleißer-Preis
- 1989: Deutscher Sprachpreis. Mit Gerhardt Csejka, Helmuth Frauendorfer, Klaus Hensel, Johann Lippet, Werner Söllner, William Totok, Richard Wagner
- 1990: Roswitha-Preis
- 1991: Stipendium der Deutschen Akademie Villa Massimo[66]
- 1991: Kranichsteiner Literaturpreis
- 1992: Deutscher Kritikerpreis
- 1994: Kleist-Preis
- 1995: Europäischer Literaturpreis Prix Aristeion
- 1995/1996: Stadtschreiberin von Bergen
- 1997: Literaturpreis der Stadt Graz
- 1998: Brüder-Grimm-Professur der Universität Kassel
- 1998: Ida-Dehmel-Literaturpreis
- 1998: International IMPAC Dublin Literary Award für den Roman Herztier
- 1999: Franz-Kafka-Preis der Stadt Klosterneuburg
- 2001: Cicero-Rednerpreis
- 2001: Tübinger Poetik-Dozentur
- 2002: Carl-Zuckmayer-Medaille
- 2003: Joseph-Breitbach-Preis (zusammen mit Christoph Meckel und Harald Weinrich)
- 2004: Literaturpreis der Konrad-Adenauer-Stiftung
- 2005: Berliner Literaturpreis
- 2006: Würth-Preis für Europäische Literatur
- 2006: Walter-Hasenclever-Literaturpreis
- 2007/2008: Stipendium Internationales Künstlerhaus Villa Concordia
- 2009: Ehrengabe der Heinrich-Heine-Gesellschaft
- 2009: Nobelpreis für Literatur
- 2009: Franz-Werfel-Menschenrechtspreis, verliehen vom Zentrum gegen Vertreibungen des Bund der Vertriebenen[Anmerkung 11]
- 2010: Hoffmann-von-Fallersleben-Preis für zeitkritische Literatur der Hoffmann-von-Fallersleben-Gesellschaft in Wolfsburg[Anmerkung 12]
- 2010: Großes Verdienstkreuz mit Stern des Verdienstordens der Bundesrepublik Deutschland[67]
- 2010: Ehrendoktorwürde der Seoul Women’s University (Korea)
- 2011: Samuel-Bogumil-Linde-Preis
- 2011: Monismanien-Preis
- 2012: Ehrendoktorwürde der Fakultät für Kulturwissenschaften der Universität Paderborn,[68] der Swansea University (UK), des Dickinson College in Carlisle (USA)
- 2012: Bayerischer Maximiliansorden für Wissenschaft und Kunst[69]
- 2014: Hannelore-Greve-Literaturpreis[70]
- 2015: Heinrich-Böll-Preis, Literaturpreis der Stadt Köln[71]
- 2015: Friedrich-Hölderlin-Preis der Universität und der Universitätsstadt Tübingen[72]
- 2017: Ehrendoktorat der Friedrich-Schiller-Universität Jena[73]
- 2018: OVID-Preis für ihr Lebenswerk vom P.E.N.-Zentrum deutschsprachiger Autoren im Ausland[74]
- 2018: Premio Autore Straniero des Premio Mondello
- 2019: Hermann-Sinsheimer-Preis der Stadt Freinsheim
- 2019: Eugen-Kogon-Preis der Stadt Königstein im Taunus[75]
- 2021: Orden Pour le Mérite
- 2021: Jacob-Grimm-Preis Deutsche Sprache[76]
- 2022: Preis für Verständigung und Toleranz des Jüdischen Museums Berlin
- 2022: Internationalen Brückepreises der Europastadt Görlitz/Zgorzelec
- 2024: Arik-Brauer-Publizistikpreis[77][78]

## Forschungsliteratur
- Marlies Janz: Laudatio auf Herta Müller (Rede anlässlich der Verleihung des Literatur-Förderpreises der Freien Hansestadt Bremen an Herta Müller 1985), in: Die Schwarze Botin, Berlin – Paris – Wien, Nr. 27 (1985), S. 32 f. Teildruck in: Wolfgang Emmerich (Hrsg.): Der Bremer Literaturpreis 1954–1987, Eine Dokumentation, Bremerhaven 1988, S. 327 f.
- Norbert Otto Eke (Hrsg.): Die erfundene Wahrnehmung. Annäherung an Herta Müller. Mit ausführlicher Bibliographie. Igel Wissenschaft, Paderborn 1991, ISBN 3-927104-15-9.
- Clemens Ottmers: Schreiben und Leben. Herta Müller „Der Teufel sitzt im Spiegel. Wie Wahrnehmung sich erfindet“ 1991. In: Paul Michael Lützeler Hg.: Poetik der Autoren. Beiträge zur deutschsprachigen Gegenwartsliteratur. Fischer TB, Frankfurt 1994, ISBN 3-596-11387-3.[Anmerkung 13]
- Walter Hinck: Das mitgebrachte Land der H. M. In: Sinn und Form. H. 1, 1995, 47. Jg., S. 141–146, anlässlich der Verleihung des Kleist-Preises.
- Herta Haupt-Cucuiu: Eine Poesie der Sinne: Herta Müllers „Diskurs des Alleinseins“ und seine Wurzeln (= Literatur- und Medienwissenschaft, Band 49), Igel, Paderborn 1996, ISBN 3-89621-031-9 (Dissertation Albert-Ludwigs-Universität Freiburg in Breisgau 1995, 188 Seiten, 21 cm).
- Ralph Köhnen (Hrsg.): Der Druck der Erfahrung treibt die Sprache in die Dichtung. Bildlichkeit in Texten Herta Müllers. Peter Lang, Frankfurt 1997, ISBN 3-631-30662-8.
- Friedmar Apel: Turbatverse. Ästhetik, Mystik und Politik bei H. M.[Anmerkung 14] In: Akzente. Zeitschrift für Literatur. Hanser, München 44. Jg. H. 2, April 1997, S. 113–126.
- Antje Harnisch: Ausländerin im Ausland. H. M.s „Reisende auf einem Bein“. In: Zs. Monatshefte für deutschen Unterricht, deutsche Sprache und Literatur. Wisconsin UP, Madison, Vol. 89, H. 4, 1997 ISSN 0026-9271[Anmerkung 15]
- Brigid Haines: Herta Müller. Wales UP, Cardiff 1998, ISBN 0-7083-1484-8[Anmerkung 16]
- Grazziella Predoiu: Faszination und Provokation bei Herta Müller, eine thematische und motivische Auseinandersetzung. Lang, Frankfurt am Main 2000, ISBN 3-631-37105-5 (Zugleich Dissertation an der Universität Sibiu 2000).
- Nina Brodbeck: Schreckensbilder. Zum Angstbegriff im Werk H. M.s.  Marburg, Universität, Diss. phil., 2000, ub.uni-marburg.de Kein Print verfügbar
- Herta Müller. In: Text und Kritik, München 2002[Anmerkung 17]
- Carmen Wagner: Sprache und Identität. Literaturwissenschaftliche und fachdidaktische Aspekte zum Werk von Herta Müller. Igel, Oldenburg 2002, ISBN 3-89621-156-0.
- Thomas Daum, Karl-Friedrich Geißler (Hrsg.): Herta Müller. Carl-Zuckmayer-Medaille des Landes Rheinland-Pfalz 2002. Brandes & Apsel, Frankfurt 2003, ISBN 3-86099-776-9.
- Astrid Schau: Leben ohne Grund. Konstruktion kultureller Identität bei Werner Söllner, Rolf Bossert und Herta Müller. Aisthesis, Bielefeld 2003, ISBN 3-89528-379-7 (Zugleich Dissertation an der Universität Paderborn 2001).
- Bogdan Dascalu: Held und Welt in Herta Müllers Erzählungen. Hamburg 2004, ISBN 3-8300-1318-3.
- Diana Schuster: Die Banater Autorengruppe. Selbstdarstellung und Rezeption in Rumänien und Deutschland. Hartung-Gorre, Konstanz 2004, ISBN 3-89649-942-4 (zugl. Diss. phil. Univ. Iași 2004)
- Valentina Glajar: The Discourse of Discontent: Politics and Dictatorship in Hert Müller’s 'Herztier'. In: Glajar, The German Legacy in East Central Europe. As Recorded in Recent German Language Literature. S. 115–160. Camden House, Rochester NY 2004.
- Paola Bozzi: Der fremde Blick. Zum Werk Herta Müllers. Königshausen & Neumann, Würzburg 2005, ISBN 978-3-8260-3252-3.
- Symons Morwenna: Room for Manoeuvre. The Role of Intertext in Elfriede Jelinek's „Die Klavierspielerin“, Günter Grass’s „Ein weites Feld“, and Herta Müller’s „Niederungen“ and „Reisende auf einem Bein“. London 2005, ISBN 1-904350-43-7.
- Lyn Marven: Body and Narrative in German Literature. Herta Muller, Libuse Moníková, and Kerstin Hensel. Oxford UP 2005, ISBN 1-904350-43-7[Anmerkung 18]
- Jutta Dornheim: Die Wasser kauenden Enten der Herta M. Kulturpoetische Betrachtungen zur Verleiblichung von Gerüchten. In: Kuckuck. Notizen zur Alltagskultur. (Leseprobe) Graz, Heft 2/2006
- Iulia-Karin Patrut: Schwarze Schwester – Teufelsjunge. Ethnizität und Geschlecht bei Herta Müller und Paul Celan. Böhlau, Köln 2006, ISBN 3-412-33805-2.
- Cosmin Dragoste: Herta Müller – metamorfozele terorii. Editura Aius PrintEd, Craiova 2007, ISBN 978-973-1780-32-0.
- Anja Maier: Fremdelnde Dinge. Alltagsgegenstände in H. M.s „Der König verneigt sich und tötet“. In: Michael C. Frank u. a. (Hrsg.): Zeitschrift für Kulturwissenschaften. 1, 2007, „Fremde Dinge“, S. 53–61.
- Maria S. Grewe: Estranging Poetic. On the Poetic of the Foreign in Selected Works by Herta Müller and Yoko Tawada. Columbia University, New York 2009 OCLC 423284646.
- Urs Meyer: Sprachbilder oder Bildsprache? Herta Müllers mediale Miniaturen. In: Germanistik in der Schweiz. Online-Zeitschrift der SAGG, H. 6 (PDF), 2009, Sprachbilder oder Bildsprache? Herta Müllers mediale Miniaturen.
- Katja Suren: Ein Engel verkleidete sich als Engel und blieb unerkannt: Rhetoriken des Kindlichen bei Natascha Wodin, Herta Müller und Aglaja Veterany. Dissertation Universität Paderborn 2010, Helmer, Sulzach 2011, ISBN 978-3-89741-316-0.[79][Anmerkung 19]
- Wolfgang Beutin: Herta Müller. In: Preisgekrönte. Lang, Frankfurt am Main 2012, ISBN 978-3-631-63297-0, S. 339–360.
- Cristina Rita Parau: „Atemwende“ – „Atemschaukel“. Paul Celan und Herta Müller: Differenzen und Homologien. In: Andrea Benedek u. a. (Hrsg.): Interkulturelle Erkundungen: Leben, Schreiben und Lernen in zwei Kulturen. Peter Lang, Frankfurt am Main u. a. 2012. Teil 1, S. 373–386.
- Minu Hedayati-Aliabadi: Der Fremde Blick — ein fremdes Auge. Transmediale Inszenierung von Schrift und Bild in Herta Müllers Collagen In: Textpraxis. Digitales Journal für Philologie. Nr. 5, 2/2012
- Norbert Otto Eke: Laudatio. Widerstehen und Widersprechen. In: Norbert Otto Eke (Hrsg.): Ehrenpromotion der Fakultät für Kulturwissenschaften der Universität Paderborn an Herta Müller. Paderborn, 29. Oktober 2012. Paderborn, Universität, 2013, S. 14–27.
- Bettina Brandt, Valentina Glajar (Hrsg.): Herta Müller. Politics and aesthetics. University of Nebraska Press, Lincoln 2013, ISBN 978-0-8032-4510-5, Inhaltsverzeichnis (PDF)[80]
- Dichtung und Diktatur. Die Schriftstellerin Herta Müller, Herausgegeben von Helgard Mahrdt und Sissel Lægreid, Würzburg: Königshausen & Neumann, 2013, ISBN 978-3-8260-5246-0 (Inhaltsverzeichnis PDF).
- Julia Müller: Sprachtakt. Herta Müllers literarischer Darstellungsstil (= Literatur und Leben, Band 85). Böhlau, Köln/Weimar/Wien 2014, ISBN 978-3-412-22151-5 (Dissertation Universität Jena 2009, 324 Seiten, Illustration, 24 cm).
- Lars Meier: „Von der gebrechlichen Einrichtung der Welt“. Herta Müllers Kleist-Preis-Rede als Grundlage ihrer Poetik. In: Anna Fleig u. a. (Hrsg.): Schreiben nach Kleist. Literarische, mediale und theoretische Transkriptionen. Rombach, Freiburg im Breisgau / Berlin 2014, ISBN 978-3-7930-9768-6, S. 181–200.
- Jens Christian Deeg und Martina Wernli (Hrsg.): Herta Müller und das Glitzern im Satz. Eine Annäherung an Gegenwartsliteratur. Königshausen&Neumann, Würzburg 2016, ISBN 978-3-8260-5746-5.
- Norbert Otto Eke (Hrsg.): Herta Müller Handbuch. Mit ausführlicher Bibliographie. Metzler, Stuttgart 2017, ISBN 978-3-476-02580-7.
- Christina Rossi: Sinn und Struktur. Zugänge zu den Collagen Herta Müllers. Dissertation Universität Augsburg. Königshausen & Neumann, Würzburg 2019, ISBN 978-3-8260-6705-1.
- Norbert Otto Eke und Christof Hamann (Hrsg.): Herta Müller. Text + Kritik 155. 2. Auflage: Neufassung. Edition Text + Kritik, München 2020. ISBN 978-3-96707-417-8.
- Norbert Otto Eke: Irrläufe. Herta Müllers Poetik des Eigen-Sinns. Edition Text + Kritik, 2024. ISBN 978-3-689-30010-4.

### Videomaterial
- 3sat-Kulturzeit: Herta Müller im Gespräch mit Ernest Grandits. 15. Oktober 2009, 27 min
- Angelika Kellhammer: Deutschland, deine Künstler: Herta Müller. ARD, 2013
- Gespräch mit Herta Müller: Putin und die Propaganda, 3sat, 21. März 2014, 7:58 min
- Herta Müller: Putin macht mich krank in Louisiana Channel (Video-Plattform des Louisiana Museum of Modern Art in Humlebæk, Dänemark), in Kooperation mit Cicero Online, 12. September 2014
- Literarischer Auftakt zur Tagung ›Archivasyl‹ mit Herta Müller und Liao Yiwu (Aufzeichnung vom 25. Oktober 2022, im DLA Marbach)

### Audiomaterial
- Sonntagsmatinée, Moderation Helmut Böttiger: Vom Hungerengel eins zwei drei. Lesung von Herta Müller und Oskar Pastior mit Gesprächen, Juni 2006, Tondateien
- Die Wörter aus den Schubladen. MP3-Download. – Herta Müller im Gespräch mit Herbert Kapfer / BR Hörspiel und Medienkunst 2014.
- Herta Müller: Gegen die Angst. Festspielrede zur Eröffnung der Ruhrtriennale. In: Deutschlandfunk, 20. August 2017